# Juan José Vega
Juan José Vega Bello (Lima, 13 de septiembre de 1932 - Ibídem, 8 de marzo de 2003) fue un historiador, periodista, catedrático universitario y político peruano. 
Desde muy joven incursionó en la docencia universitaria, siendo esta su actividad predilecta. En el campo de la investigación histórica, fue el principal impulsor de la revisión de las bases de la historia peruana, haciendo una interpretación novedosa de los hechos. Su proyecto historiográfico atendió básicamente al final del imperio de los incas y su conquista por los españoles, aunque también ha estudiado en profundidad la rebelión de Túpac Amaru II de 1780-81.
Uno de sus grandes aportes fue acabar con la creencia de que la conquista del Imperio incaico finalizó con la captura y muerte del inca Atahualpa en 1533; en tal sentido puso en su verdadera dimensión histórica la resistencia inca iniciada por Manco Inca, que expuso magistralmente en su libro La guerra de los viracochas (Lima, 1963). Otra de sus obras importantes es la consagrada al caudillo Túpac Amaru II: José Gabriel Túpac Amaru (1969), así como otras dedicadas a los participantes de dicha rebelión.
Fue además, un innovador en la exposición histórica, sosteniendo que esta debía darse en un estilo sencillo y ameno, al alcance del entendimiento de cualquiera. Asimismo, fue uno de los historiadores que más viajó por el Perú, y el único de procedencia urbana que profundizó en el conocimiento del quechua clásico incaico.

## Biografía
Hijo del poeta y maestro Anaximandro Vega y de María Bello, estudió en el Colegio Militar Leoncio Prado, de donde egresó en 1948, pasando a la Escuela Nacional de Bibliotecarios (1949-1950). Simultáneamente, comenzó a estudiar a la Universidad de San Marcos, donde se graduó de bachiller (1958) y doctor en Derecho (1965) con tesis sobre «La emancipación frente al indio peruano; la legislación indiana del Perú en la iniciación de la República (1821-1830)»; y «Algunos delitos contra el patrimonio en el Tahuantinsuyo; estudio jurídico histórico»,  respectivamente. Ya por entonces ejercía el periodismo y la docencia.
Como periodista, en 1959 empezó a colaborar en el diario El Comercio, de cuyo suplemento dominical fue editor, para luego encargarse de la sección política. Asimismo, fue colaborador del semanario 7 Días, publicado por la misma empresa editora del diario La Prensa.
Como docente, dictó en San Marcos el curso «Historia del Derecho», reemplazando a su maestro, el historiador Jorge Basadre. Asimismo, ejerció la dirección de la II Región de Educación (1963-1964) y la dirección de Coordinación de Universidades y Municipios (1965-1966), en el Ministerio de Educación. Fue además rector-fundador de la Universidad Nacional de Educación Enrique Guzmán y Valle La Cantuta (1967-1972), donde editó la revista Cantuta y una serie de publicaciones de divulgación histórica y literaria. Fue también catedrático en la Escuela Superior de Guerra y en la Universidad Federico Villarreal. Y subdirector de la Casa de la Cultura del Perú, en la época en que su director era José María Arguedas.
Militante del partido Acción Popular, fue elegido diputado en las elecciones generales de 1962, que fueron anuladas por un golpe militar. Fue elegido alcalde de Miraflores en 1967, pero al poco tiempo tuvo que renunciar.
En 1969 editó la Revista Peruana de Historia del Derecho, que tuvo un solo número. Y durante en los años 1970, durante el gobierno de Francisco Morales Bermúdez, dirigió los diarios Expreso y Extra (1976-1977), y El Comercio (1978-1979), que habían sido confiscados por el gobierno de Juan Velasco Alvarado.
Asimismo, dictó conferencias en diversos países del mundo. En Francia y España desarrolló también la docencia. Fue profesor visitante en la Universidad de París 8, durante el curso académico de 1991-1992. Fue presidente del X Congreso Internacional del Hombre y la Cultura Andina, en 1994.
En mérito a su labor como docente, el gobierno peruano le otorgó las Palmas Magisteriales en el grado de Comendador.
Desde la década de 1980 hasta sus últimos años, colaboró en el diario La República de Lima, con artículos sobre temas históricos y de cultura general, escritas en estilo ameno y con mucha riqueza informativa. Sus comentarios y reflexiones sobre el panorama social y cultural también tuvieron acogida en los medios radiales y televisivos.

## Publicaciones
Publicó más de treinta libros de historia, decenas de ensayos y más de dos mil artículos periodísticos.
Libros
- La guerra de los viracochas (1963, 1966 y 1969).
- Manco Inca, el gran rebelde (1964).
- Incas, dioses y conquistadores (1967).
- Cacicas y amazonas (1967), "dos notas sobre el ciclo matriarcal en el Perú".
- La poligamia española en el Perú (1968).
- Los incas, una aristocracia guerrera (1969).
- José Gabriel Túpac Amaru (1969).
- Micaela Bastidas y las heroínas tupamarista (1971).
- Túpac Amaru y la minería colonial (1971).
- Incas contra españoles (1980).
- Vilcapaza, Ingaricona, Calisaya, Laura y otros héroes puneños tupacamaristas de 1782 (1982).
- Los incas frente a España: las guerras de la resistencia 1531-1544 (1992).
- Pizarro en Piura (1993).
- Garcilaso: el cronista (1994).
- Túpac Amaru y sus compañeros (Cuzco, 2 vols., 1995), una colección de 35 biografías de los protagonistas de la gran rebelión indígena.
- Manco Inca (1995).
- Guaman Poma, el precursor (1998).
- Viajeros notables en Pasco (1998).
- Peruanidad e identidad (1997), en colaboración con Waldemar Espinoza y Lorenzo Huertas.
- El mariscal Rodrigo Orgóñez (2000).

Destaca también su contribución a la Historia General del Ejército con los estudios sobre «El ejército durante la dominación española en el Perú» (tomo III, 1981), monumental obra en la que, según Edmundo Guillén, demostró que el Perú es una continuidad histórica en el espacio y en el tiempo, siendo la dominación española solo un paréntesis.
Y en colaboración con Atilio Sivirichi Tapia, fue autor de la «Continuación de la lucha de los Túpac Amaru (1781-1783)» (tomo IV, volumen I, 1984), en la que demostró que la gesta tupacamarista no finalizó con la muerte del cacique Túpac Amaru II sino que sus adalides continuaron la lucha.
Publicó también varias crónicas del siglo XVI, entre ellas la Relación de la descendencia, gobierno y conquista hecha por los quipucamayocs a Vaca de Castro (1974); así como antologías de cronistas de la dicha época.
También publicó textos de Historia Universal para la educación secundaria, muy bien elaborados.

## La guerra de los viracochas
Publicado en 1963 y reeditada dos veces en la misma década, esta obra constituyó un auténtico best seller en el Perú y provocó harta polémica porque ponía en entredicho muchos mitos y creencias históricas referentes a la conquista española del Perú. Efectivamente, su propósito era «corregir tradicionales y peligrosos lugares comunes de nuestra historiografía». 
La obra se ocupa de un tema hasta entonces relegado al olvido o poco resaltado por los historiadores: la heroica resistencia de los incas frente a los conquistadores españoles o Viracochas. En los libros de historia peruana y universal era común hasta entonces que se considerara a la muerte del inca Atahualpa como el cierre de la conquista española en el Perú, no mencionando o mencionándose apenas la rebelión de Manco Inca como si fuese un episodio sin mayor trascendencia. A partir de la obra de Vega, existe la conciencia de que la derrota de los incas no fue fácil para los españoles sino una dura lucha que se prolongó durante largas décadas, por obra de los llamados incas de Vilcabamba. Otro punto que la historiografía clásica no solía tomar en cuenta era el papel cumplido por las etnias dominadas por los incas, como los Chachapoyas, los Huancas y Cañaris, quienes apoyaron en masa a los conquistadores españoles, y que habrían sido en realidad los verdaderos artífices de la derrota de los incas; hasta entonces era tópico común decir que los españoles, pese a ser inferiores en número, triunfaron por su superioridad técnica, por el uso del hierro y de los caballos o por el auxilio divino.

## Túpac Amaru II
Otro de los temas predilectos de Vega fue la figura del cacique José Gabriel Condorcanqui, Túpac Amaru II, y su rebelión contra la dominación española en 1780. Consideraba a dicho personaje como el peruano más importante de la historia universal, debido a sus ideas y a sus hazañas. Realzó su valor, su temple y sus ideales de libertad y justicia social. Profundizó también en los demás participantes de la revolución tupacamarista, y en lo que denominó la segunda etapa de la gesta, la encabezada por Diego Cristóbal Túpac Amaru, hermano del caudillo, suceso hasta entonces silenciado por la historiografía oficial.